# فريدريك دبليو. جاربر
فريدريك دبليو. جاربر (بالإنجليزية: Frederick W. Garber) هو مهندس معماري أمريكي، ولد في 21 يوليو 1877، وتوفي في 7 أغسطس 1950.